# Индијан Рокс Бич (Флорида)
Индијан Рокс Бич (енгл. Indian Rocks Beach) град је у америчкој савезној држави Флорида. По попису становништва из 2010. у њему је живело 4.113 становника.

## Демографија
Према попису становништва из 2010. у граду је живело 4.113 становника, што је 959 (18,9%) становника мање него 2000. године.
| Група             | 2000.         | 2010.         |
| Белци             | 4.794 (94,5%) | 3.771 (91,7%) |
| Афроамериканци    | 15 (0,3%)     | 41 (1,0%)     |
| Азијати           | 31 (0,6%)     | 27 (0,7%)     |
| Хиспаноамериканци | 161 (3,2%)    | 210 (5,1%)    |
| Укупно            | 5.072         | 4.113         |